# کلوچه فومن
کلوچهٔ فومن از کلوچه‌های سنتی ایران است که از دیرباز در شهرستان فومن تولید می‌شده و به نام خاستگاهش فومن به این نام معروف شده‌است. این کلوچه در سایر نقاط ایران پخت می‌گردد که عموماً توسط نانواهای گیلک صورت می‌پذیرد و همه‌جا با عنوان کلوچهٔ فومن تولید و عرضه می‌گردد. کلوچهٔ فومن از جمله سوغات شهرستان فومن و استان گیلان محسوب می‌گردد.
در کتاب گیلان آمده‌است: «بازار آن فومن از وفور نعمت و فراوانی کالا برخوردار است. کلوچهٔ فومن که با ترکیبات خاصی ساخته می‌شود، از مهم‌ترین ره‌آوردهای این شهر بشمار می‌رود.»

## معرفی
کلوچهٔ فومن نوعی کلوچهٔ مغزدار است که از دو لایه تشکیل شده‌است. لایهٔ داخل با لایهٔ بیرون کامل متفاوت است و حاوی مغز گردو، جوز هندی، دارچین، هل، شکر و روغن (حیوانی) است. روی کلوچه به‌وسیله مهر مانندی منقوش می‌شود. این کلوچه در درون کورهٔ پخت قرار گرفته و پخته می‌شود.

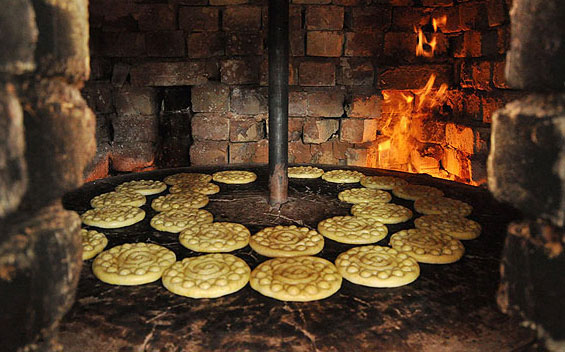
کورهٔ پخت کلوچهٔ سنتی فومن

کلوچهٔ فومن امروزه در جاهای مختلف استان گیلان پخت می‌شود، اما خاستگاه اصلی آن شهرستان فومن است.
این شیرینی طرفداران و علاقه‌مندان خاص خود را دارد و در کنار سایر جاذبه‌های شهر فومن نقش مؤثری در جذب گردشگران و مسافران دارد. هر گردشگر و مسافری که از شهرستان فومن گذر می‌کند، این کلوچه را به عنوان سوغات به شهر خود می‌برد. این کلوچه از تغییر قند کلوچه و نان قندی قدیم ایجاد شده و محتویاتش آرد، تخم مرغ، شکر، روغن حیوانی، دارچین، وانیل، جوز و مغز هل هستند. روی آن با وسیله‌ای شبیه مهر نقش انداخته شده، درون کوره پخته می‌شود. این کلوچه در ۴۰ تا ۴۵ مغازه در شهر فومن تولید می‌شود. این کلوچه در بسته‌بندی‌های سادهٔ مستطیلی عرضه می‌گردد که عدم جذابیت آن از نقطه‌ضعف‌های آن به‌شمار می‌رود. مشتریان آن سه دستهٔ مصرف‌کنندگان داخل استانی، گردشگران ایرانی و گردشگران خارجی هستند.

## تاریخچه
کلوچهٔ سنتی فومن محصول کار زنان این منطقه بوده‌است که در گذشته به صورت خانگی پخت می‌شده‌است. این محصول همواره از چندین سال پیش به شکل سنتی در کوره‌های آجری پخت می‌شد و با گذشت زمان، تنها مراکز تهیه و عرضه محصول بیشتر شده‌است.
در گذشته این کلوچه تنها در شهر فومن و شهرهای اطراف، شهرت داشت و در تمام مناطق کشور زیاد شناخته‌شده نبود تا اینکه بعد از انقلاب، مسافرت‌های داخلی زیاد شد و کلوچهٔ فومن شهرت پیدا کرد، حتی جهانگردان پس از ورود به فومن، کتابچه‌هایی دارند که در آن عکس کلوچه فومنی به چاپ رسیده، آن‌ها به مغازه‌های کلوچه فروشی مراجعه می‌کنند و به زبان خود «فومن کوکی» می‌خواهند.